# Siamun

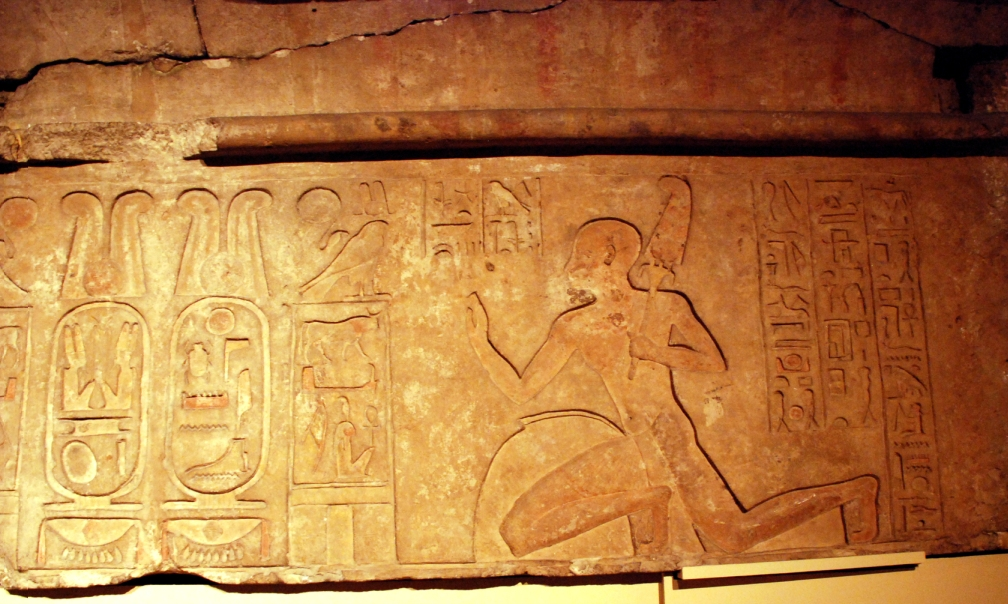
Khung tên của vua Siamun trên một rầm cửa tại Memphis

Neterkheperre hay Netjerkheperre-setepenamun Siamun là vị pharaon thứ sáu của Vương triều thứ 21 của Ai Cập cổ đại. Siamun đã xây dựng một Hạ Ai Cập vững chắc và được coi là một trong những người cai trị đầy quyền lực của triều đại này sau Psusennes I. Ông cai trị trong 19 năm, khoảng 986 – 967 TCN.

## Gia đình
Hầu như không có bất kỳ một thông tin nào về gia quyến của vua Siamun. Năm 1999, Chris Bennett cho rằng hoàng hậu Karimala, người được biết đến qua một phù điêu tại đền Semna (Nubia), là vợ của Siamun và là con gái của Osorkon Già.

## Trị vì
Siamun thường được đồng nhất với vị vua mang tên "Psinaches" trong biên niên sử của Manetho. Vị vua này cai trị chỉ vỏn vẹn 9 năm, mà sau đó được sử lại thành 19 năm để gán cho vua Siamun. Tuy nhiên lại không có cơ sở để chứng minh rằng Psinaches và Siamun là một. Sau này, các nhà nghiên cứu đã đề xuất rằng, Psinaches có thể ám chỉ đến vị vua rất mơ hồ Tutkheperre Shoshenq.
Năm trị vì được chứng thực dài nhất của Siamun là Năm 17 theo Biên niên sử Karnak được ghi bởi các tư tế. Một tấm bia Năm 16 được ghi bởi các tiểu tư tế Ptah được tìm thấy tại Memphis.

## Công trình

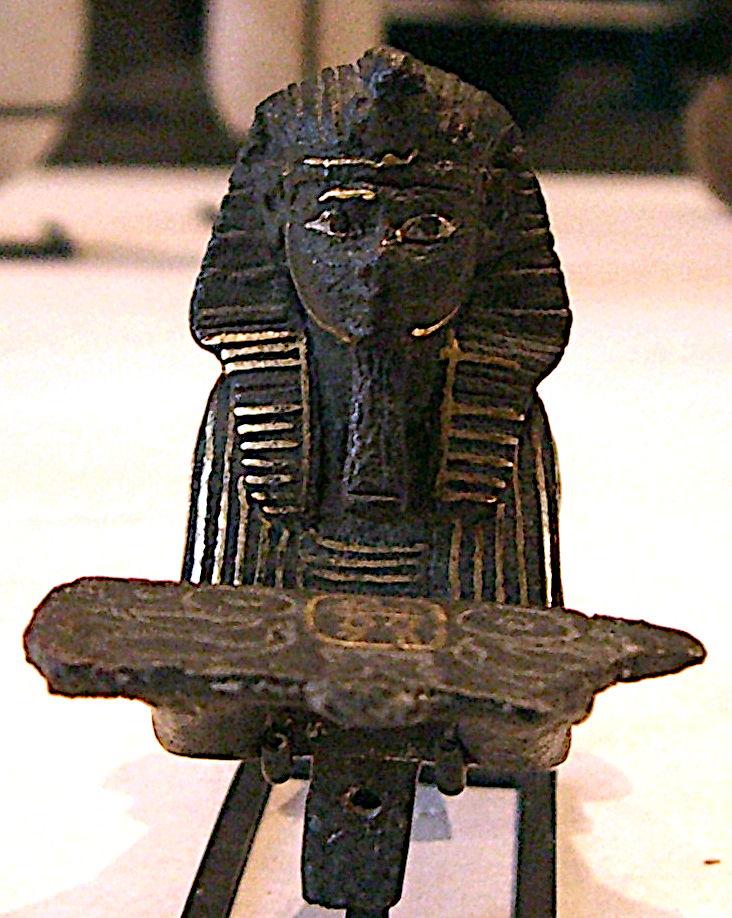
Tượng nhân sư đồng của Siamun (Bảo tàng Louvre)

Theo nhà Ai Cập học người Pháp Nicolas Grimal, Siamun đã cho mở rộng đền thờ thần Amun tại Tanis và cho dựng nhiều đền đài của thần Horus ở Mesen. Ông cũng cho xây dựng các công trình trên tại Heliopolis và Pi-Ramesses, nơi mà còn sót lại một khối gạch mang tên nhà vua. Siamun cho xây dựng một đền thờ mới cho thần Amun tại Memphis và dành nhiều đặc ân cho các tư tế Ptah. Ở Thượng Ai Cập, Siamun cũng được nhắc đến trên các ngôi mộ ở Thebes, và những hoạt động này kéo dài từ năm đầu tiên đến năm thứ 10 của ông.
Một cảnh phù điêu rời rạc trên tường đền Amun ở Tanis mô tả một pharaon đang trừng phạt kẻ thù bằng gậy quyền. Tên của nhà vua được đọc là "(Neterkheperre Setepenamun) Siamun, Am(un) yêu quý", và điều này hoàn toàn hướng đến pharaon Siamun.

## Chôn cất

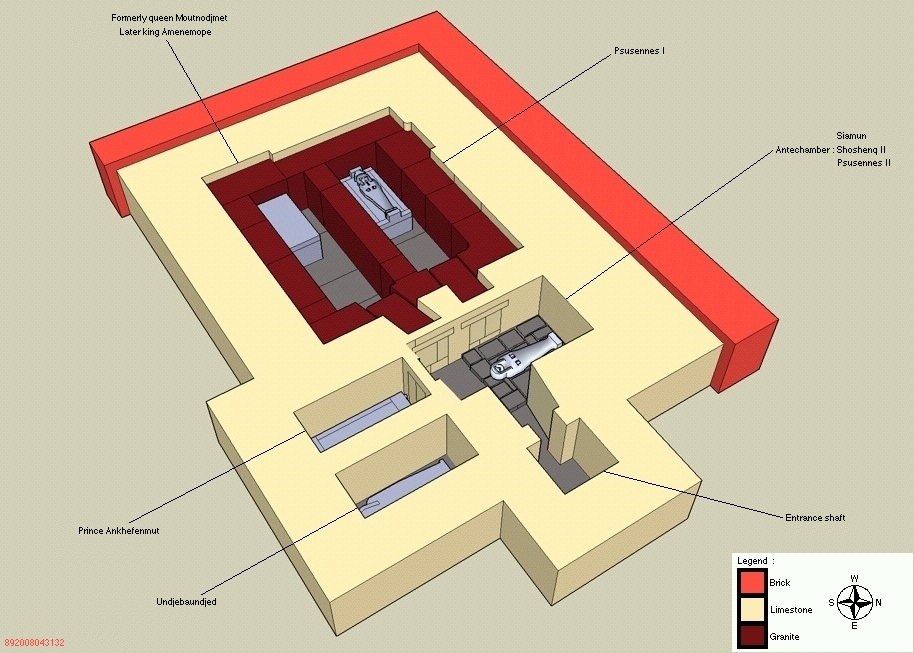
Vị trí chôn cất của Siamun trong ngôi mộ NRT III

Mặc dù nơi chôn cất ban đầu của vua Siamun không được tìm thấy, các nhà nghiên cứu đều nhất trí rằng, một trong hai xác ướp bị hư hỏng (cái còn lại được cho là của Psusennes II) trong phòng ngoài của hầm mộ NRT III (lăng mộ của Psusennes I) là của Siamun, bởi vì một số tượng shabti tìm được có mang tên nhà vua. Ngôi mộ ban đầu của Siamun có thể đã bị ngập bởi nước sông Nin, vì thế đã buộc thi hài của vị vua này cải táng tại mộ của Psusennes I.